# Rainer Kollmann

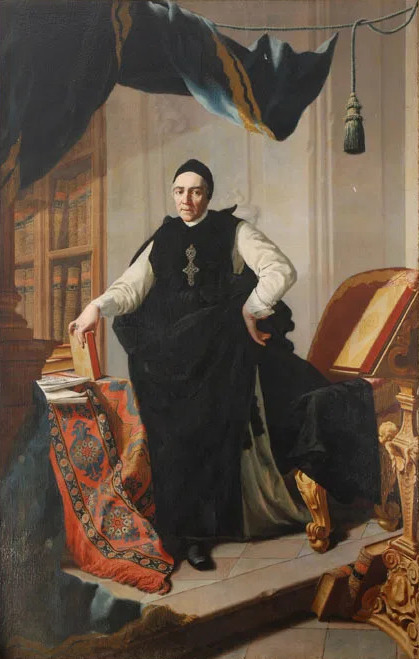
Porträt Rainer Kollmann 1768

Rainer Kollmann OCist (* 5. Oktober 1699 in Großinzersdorf; † 9. Februar 1776) war ein österreichischer Zisterzienser und Abt des Stifts Zwettl.

## Leben
Rainer Kollmann wurde am 5. Oktober 1699 in Großinzersdorf in Niederösterreich geboren und war seit dem sechsten Lebensjahr Halbwaise. 1717 trat er in das Zisterzienserstift Zwettl ein, legte am 17. April 1718 die Mönchsgelübde (Profess) ab und studierte Theologie in Wien.
Seit 1725 war er Priester, dann Subprior, Dozent der Philosophie und Theologie am stiftlichen Hausstudium und schließlich Prior, bis er am 29. Juni 1747 als Nachfolger des im April verstorbenen Melchior von Zaunagg zum Abt gewählt und am 2. Juli 1747  benediziert wurde.
Als Abt trat Kollmann, auch wenn er einige Renovierungs- und Verschönerungsmaßnahmen durchführen ließ, vorwiegend außerhalb des Klosters in Erscheinung. 1749 wurde er dem ständischen Rechnungskollegium beigezogen und 1757 zum Verordneten gewählt. Am Wiener Hof hatte er großen Einfluss, nicht zuletzt, weil er der Regierung bedeutende Darlehen gab. 1756 erreichte er bei Kaiserin Maria Theresia, dass im Stift Heiligenkreuz ein Abt gewählt werden durfte, Alberich Fritz. Als Generalvikar des Ordens für Österreich und die Steiermark erreichte er, dass die Äbte der österreichischen Zisterzienserklöster wieder am Generalkapitel des Zisterzienserordens teilnehmen durften (Dominik Peckenstorfer 1765).
1768 feierte er sein goldenes Professjubiläum. Aus diesem Anlass komponierte Joseph Haydn den Applausus Jubilaeum virtutis Palatium, Hob. XXIVa:6. Zum selben Anlass entstand auch das monumentale Ganzporträt, das sich heute im Stift Zwettl befindet.